# Granizetes curvatus
Granizetes curvatus är en kvalsterart som beskrevs av Hammer 1961. Granizetes curvatus ingår i släktet Granizetes och familjen Austrachipteriidae. Inga underarter finns listade i Catalogue of Life.